# Ringdue
Ringduen også kaldet skovduen (latin: Columba palumbus) er en duefugl i familien egentlige duer. Arten er den største og mest almindelige danske due.

## Kendetegn
Ringduen er karakteristisk ved sin grønne og hvide nakke-halsplet og sit hvide bånd på overvingen, som ses i flugt. Den kan forveksles med hulduen, som dog har to sorte streger på hver vinge og mangler hvidt hals- og nakkebånd.

## Levevis
Ringduen er en meget almindelig byfugl i villa- og sommerhushaver. Dens rede består af en bunke småpinde og placeres i træer i haver, levende hegn og skove. Yngleperioden starter i april og slutter først om efteråret. Ringduen er monogam (danner par) og lægger kun to æg, men får til gengæld tre kuld.
Den optræder overalt i Danmark. Cirka halvdelen af de danske ringduer overvintrer i Sydvesteuropa. Samtidig kommer mange nordiske ringduer også til Danmark om efteråret, hvor de gerne bliver, hvis der er rigeligt med føde. Ringduen kan dermed optræde som både træk- og standfugl.
Ringduen lever af frø og korn.

## Jagt
Ringduen er en af de mest yndede jagtdyr. Årligt skydes 2-300.000 ringduer. På grund af den store bestand og disses skader på landbrugsafgrøder, gives der mange dispensationer fra Naturstyrelsen til regulering af ringduer. Dette foregår ofte som trækjagt med brug af lokkefugle og kunstigt skjul (camouflage af jægeren) i forbindelse med regulering om efteråret (september-oktober) i bestemte egne af landet.